# Cyclosa monteverde
Cyclosa monteverde Levi, 1999 è un ragno appartenente alla famiglia Araneidae.

## Etimologia
Il nome della specie deriva dalla Riserva Naturale Monteverde, nel cui territorio sono stati rinvenuti i primi esemplari

## Caratteristiche
L'olotipo femminile ha dimensioni: cefalotorace lungo 1,6mm, largo 1,2mm; opistosoma lungo 3,6mm.

## Distribuzione
La specie è stata reperita nella Costa Rica settentrionale: nella Riserva naturale Monteverde, appartenente al distretto di Monteverde, nella provincia di Puntarenas, ai confini con la provincia di Guanacaste.
Esemplari maschili e femminili sono stati rinvenuti anche a Cerro Punta, monte di Panama.

## Tassonomia
Al 2013 non sono note sottospecie e dal 1999 non sono stati esaminati nuovi esemplari.